# Goubangzi (köpinghuvudort i Kina, Liaoning Sheng, lat 41,37, long 121,77)
Goubangzi (kinesiska: 沟帮子, 沟帮子镇) är en köpinghuvudort i Kina. Den ligger i provinsen Liaoning, i den nordöstra delen av landet, omkring 140 kilometer väster om provinshuvudstaden Shenyang. Antalet invånare är 62 989. Befolkningen består av 31 262 kvinnor och 31 727 män. Barn under 15 år utgör 11,0 %, vuxna 15-64 år 78 %, och äldre över 65 år 10,0 %.
Runt Goubangzi är det ganska tätbefolkat, med 116 invånare per kvadratkilometer. Goubangzi är det största samhället i trakten. Trakten runt Goubangzi består till största delen av jordbruksmark.
Genomsnittlig årsnederbörd är 755 millimeter. Den regnigaste månaden är juli, med i genomsnitt 183 mm nederbörd, och den torraste är januari, med 8 mm nederbörd.